# فرناندو بورجوس
فرناندو بورجوس (بالإسبانية: Fernando Burgos)‏ (17 يناير 1980 بسانتياغو في تشيلي - ) هو لاعب كرة قدم تشيلي في مركز حراسة المرمى. لعب مع نادي بالستينو ونادي ريال بوتوسي وكوريكو يونيدو وProvincial Osorno ‏ وDeportes Copiapó ‏ وديبورتيس ماجالانز ونادي كوبريسال.

## روابط خارجية
- فرناندو بورجوس على موقع قاعدة بيانات كرة القدم.إي يو (الإنجليزية)
- فرناندو بورجوس على موقع Soccerway.com (الإنجليزية)
- فرناندو بورجوس على موقع عالم كرة القدم.نت (الإنجليزية)
- فرناندو بورجوس على موقع AS.com (الإسبانية)